# 孔盘虫科
孔盘虫科（学名：Porodiscidae）是泡沫虫目下的一个科。

## 下属分类
本科包括以下属：
- Ommatodiscus Stöhr, 1880